# Příjemky
Příjemky (německy Prijemek) jsou místní část města Chotěboře. Leží v nadmořské výšce 576 m. Ve vesnici žije 180 obyvatel.

## Historie
Obec údajně vznikla v roce 1422, kdy byl dobyt Německý Brod a část tamních obyvatel požádala město Chotěboř o ochranu. Město jim vymezilo oblast Přijemek a jméno vzniklo od pojmu přijatý obyvatel města. První dochovaná zmínka o obci pochází z roku 1713, ale zároveň se uvádí, že obec platila úrok opatství žďárskému od starodávna.
V těsném sousedství se nachází Marieves, která původně náležela k Počátkám. V roce 1957 došlo k odtržení od Počátek a ke sloučení v Příjemkami. Je zde pomník věnovaný obětem první a druhé světové války. V roce 1920 byl v obci založen sbor dobrovolných hasičů.

## Vodstvo
Nachází se zde malá vodní nádrž, která patří místnímu sboru hasičů. Dvakrát do roka se na této nádrži pořádají rybářské závody.

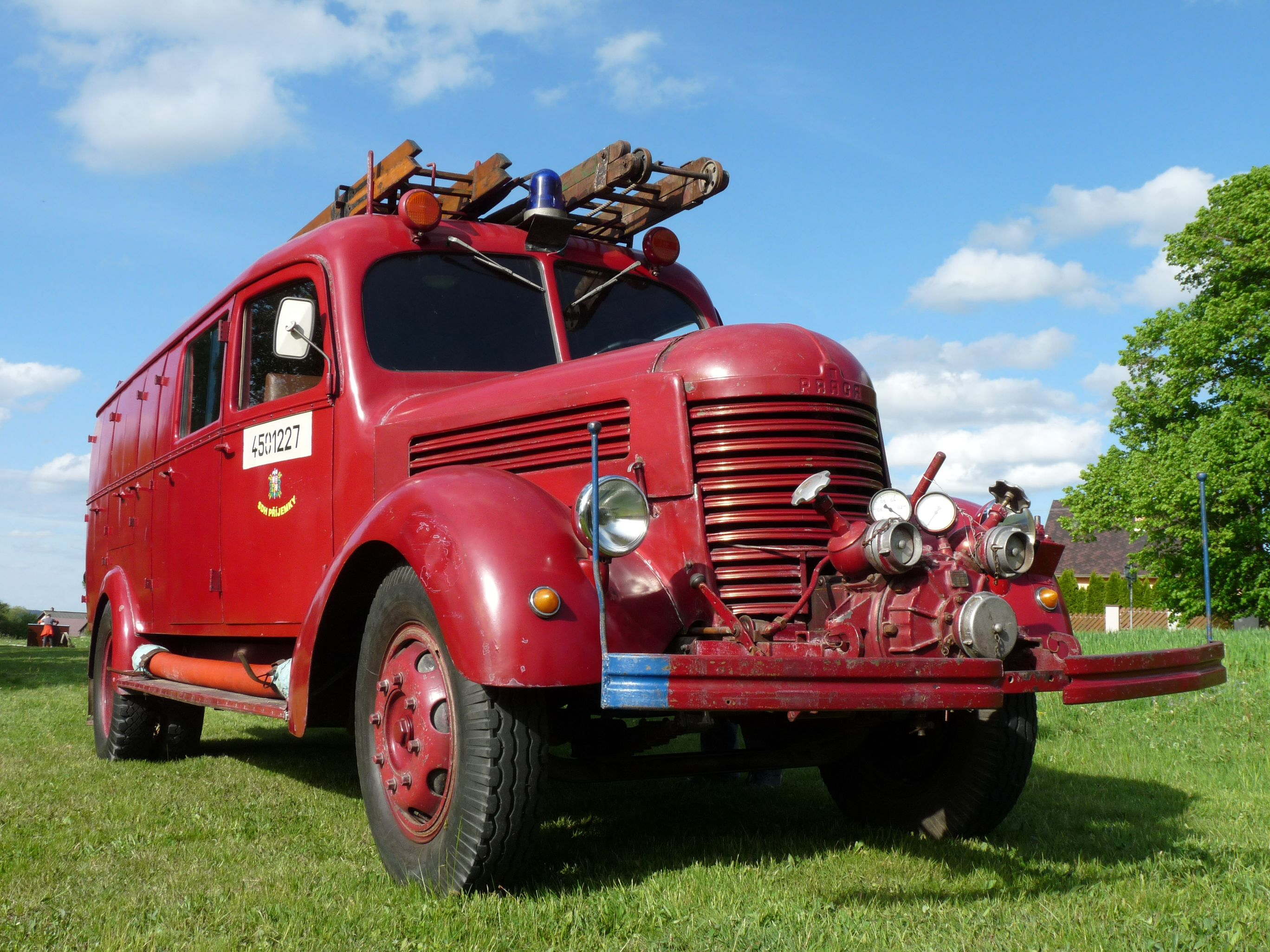
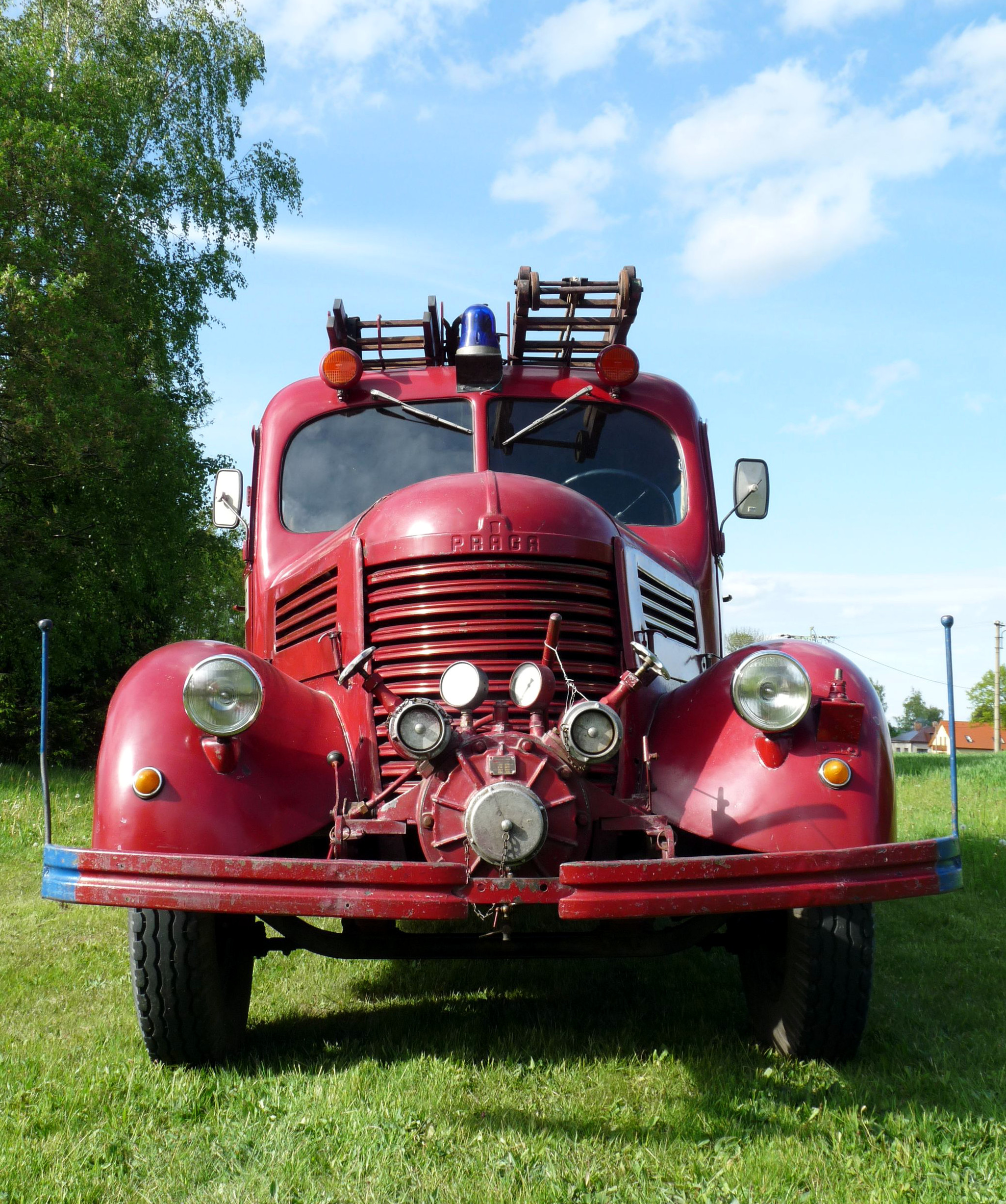
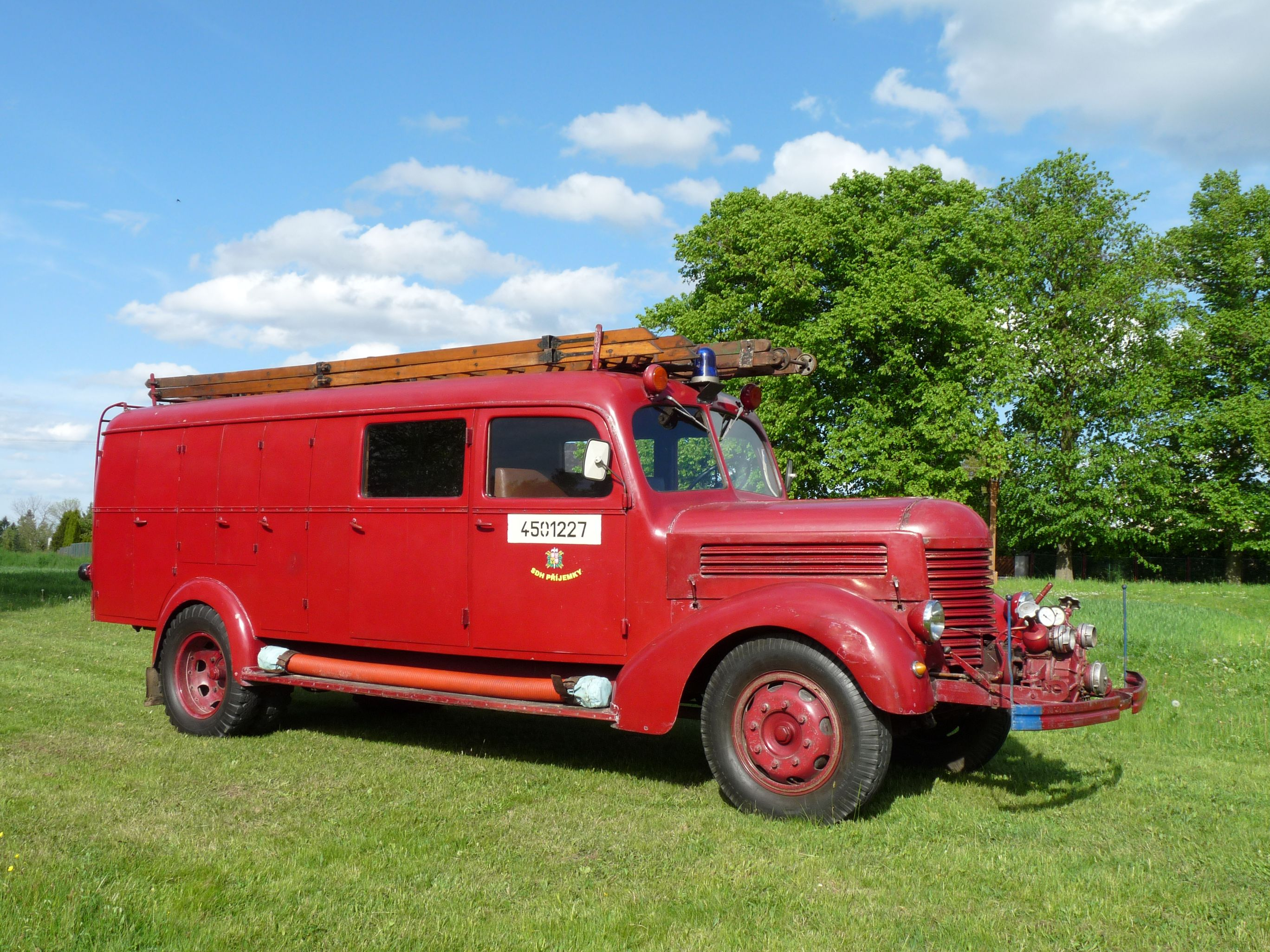
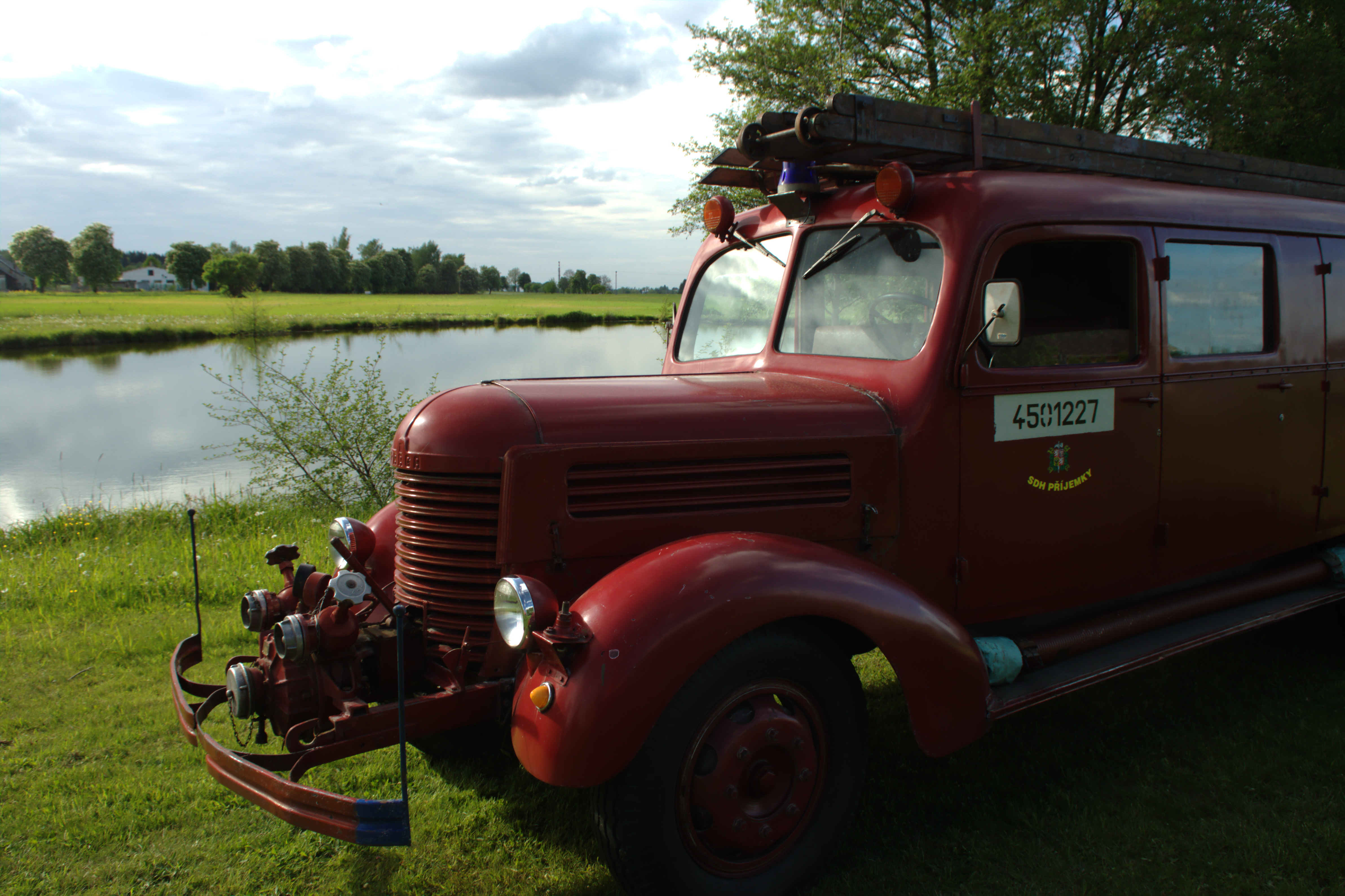

## Demografický vývoj
| Rok            | 1869 | 1880 | 1890 | 1900 | 1910 | 1921 | 1930 | 1950 | 1961 | 1970 | 1980 | 1991 | 2001 |
| -------------- | ---- | ---- | ---- | ---- | ---- | ---- | ---- | ---- | ---- | ---- | ---- | ---- | ---- |
| Počet obyvatel | 200  | 253  | 262  | 255  | 246  | 233  | 236  | 225  | 222  | 205  | 204  | 204  | 193  |